# Bat-traje

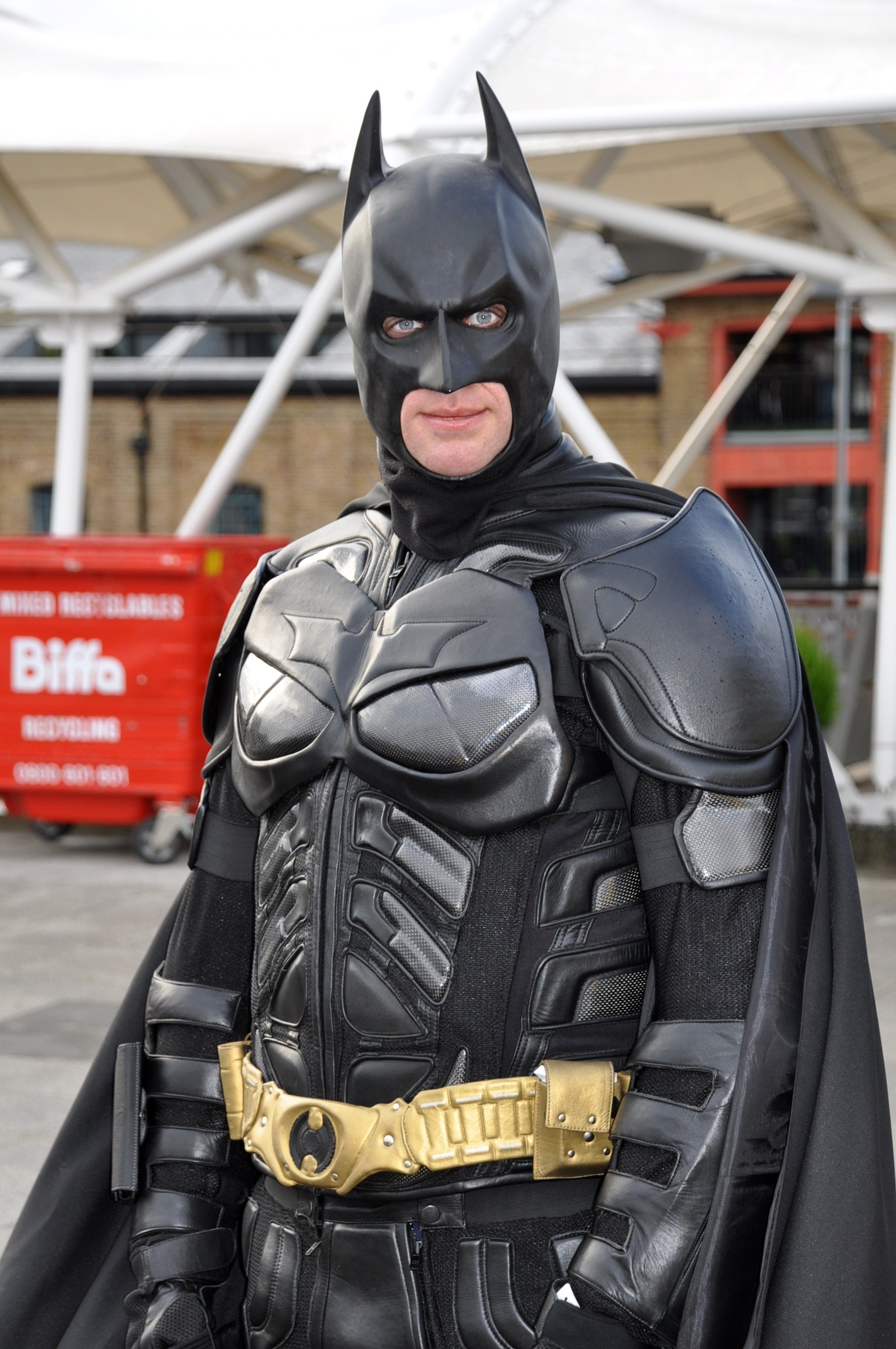
Modelo de Bat-traje introduzido na Trilogia Dark Knight (2005-2012).

O Bat-traje (Batsuit, em inglês) é o traje utilizado pelo Batman, histórico personagem fictício da DC Comics. Desde sua primeira aparição nas publicações do personagem, o traje têm sido alterado e aprimorado constantemente por Batman em conformidade com os avanços tecnológicos contemporâneos. No entanto, o Bat-traje consiste basicamente em uma armadura cinzenta cujo peito é centralizado pelo símbolo de um morcego estilizado, a tradicional capa negra e o cinto de utilidades.
No universo fictício de Batman, o herói opta por este traje tanto para ocultar sua real identidade quanto para intimidade criminosos. Na maioria das versões, o Bat-traje possui um tipo de armadura e máscara com lentes de visão noturna, além de outras sofisticadas ferramentas de combate corpo a corpo.